# Border League
La Border League est une compétition de rugby à XV ouverte aux clubs situés dans la province des Borders au sud de l’Écosse. 

## Historique
Lancée en 1901, la Border League, qui s’appela d’abord Border Championship, est l’une des plus anciennes compétitions de rugby du monde. À ses débuts, la très conservatrice fédération écossaise, la Scottish Rugby Union, la considéra comme risquée car elle allait à l’encontre de l’esprit amateur ; elle désignait en effet un vainqueur et risquait de développer un esprit de compétition dévoyé qui serait prétexte à tous les excès pour gagner, y compris proposer de l’argent. Rien de tout cela ne se produisit et la League devint un formidable terrain d’expression pour des générations de joueurs, notamment pour les avants, dont le jeu rugueux est la marque de fabrique de la région, qui firent ensuite les beaux jours de l’équipe d’Écosse — raison pour laquelle, sans doute, la SRU ne chercha jamais vraiment à s'y opposer. L’arrivée des championnats nationaux en 1973 relégua la Border League au second plan, mais elle demeure très prisée par les supporters et les joueurs.

## Format et participants
Peu d’équipes, douze au total, ont un jour participé à la Border League. Les clubs fondateurs sont au nombre de cinq : Gala, Hawick, Jed-Forest, Langholm et Melrose. Techniquement, Langholm n’est pas dans les Borders mais dans le comté de Dumfries and Galloway. C’est le conseil de la ligue qui décide de l’inclusion des candidats. Paradoxalement, la première équipe invitée fut Carlisle RFC, situé en Angleterre. Mais les problèmes de transport eurent tôt fait de mettre un terme à l’expérience qui s’interrompit au bout de 18 mois, en décembre 1905. Selkirk fut accepté en 1908 et Kelso en 1912. Il fallut attendre 1996, soit 84 ans, pour qu’un nouveau candidat s’ajoute aux sept clubs : Peebles RFC.
En 2001, la Border League invite Berwick RFC, club anglais proche de la frontière et qui évolue dans le championnat écossais. La ville de Berwick est d’ailleurs géographiquement la plus au nord de toutes celles participant à la Border League, à l’exception de Duns. Berwick RFC participe aux compétitions écossaises au même titre que le club de football des Berwick Rangers participe au championnat d’Écosse de football.
En 2003, c’est au tour de Duns RFC de faire son entrée.
Lors de la saison 2008-09 Haddington RFC devient le quatrième club après Carlisle, Berwick et Langholm à être admis alors qu'il n'est pas situé sur le territoire des Borders (Haddington se trouve dans l'East Lothian, au sud d'Édimbourg). Cette décision a entraîné le départ de la ligue de Duns RFC, en pleine compétition, en janvier 2008, en signe de protestation.
Jusqu’en 2002-03, les équipes s’affrontaient en match aller-retour et un classement était établi. Depuis 2003, pour limiter le nombre de rencontres, les clubs affrontent leurs adversaires une seule fois. Comme le nombre de clubs engagés varie d'une année à l'autre (par exemple 7 en 2014-2015 et 2015-16, 8 entre 2012 et 2015, 5 en 2011-12), le nombre de rencontres est également variable. Jusqu'en 2015, deux poules étaient organisées. En 2015-16, une poule unique de sept clubs est établie. Le titre est disputé lors de la finale en avril entre les deux meilleures équipes de la saison. Les clubs évoluant au même niveau utilisent en général leurs matches de championnat comme support pour la Border League. Il arrive aussi que certains matches ne soient pas joués.

## Clubs 2015-16 (poule unique)
- - Gala RFC
  - Hawick RFC
  - Jed-Forest RFC
  - Kelso RFC
  - Melrose RFC
  - Peebles RFC
  - Selkirk RFC

## Anciens participants
- - Berwick RFC
  - Duns RFC
  - Hawick Young Men RFC
  - Haddington RFC
  - Langholm RFC

## Palmarès
Hawick est de loin l’équipe la plus titrée, avec 49 titres, soit pratiquement une victoire tous les deux ans.
Entre parenthèses, le numéro du titre pour chaque club.
- 1902 :  Hawick (1er titre)
- 1903 :  Jed-Forest (1)
- 1904 :  Jed-Forest (2)
- 1905 :  Jed-Forest (3)
- 1906 : Gala (1)
- 1907 :  Jed-Forest (4)
- 1908 :  Jed-Forest (5)
- 1909 :  Hawick (2) (bat Jed-Forest en match d’appui)
- 1910 :  Hawick (3)
- 1911 : Melrose (1) (bat Hawick en match d’appui)
- 1912 :  Hawick (4)
- 1913 :  Hawick (5)
- 1914 :  Hawick(6)
- 1915-1919 : non disputée
- 1920 :  Jed-Forest (6)
- 1921 :  Hawick (7) (bat Jed-Forest en match d’appui)
- 1922 : Gala (2)
- 1923 :  Hawick (8)
- 1924 :  Hawick (9)
- 1925 :  Hawick (10)
- 1926 :  Hawick (11) (bat  Kelso en match d’appui)
- 1927 :  Hawick (12)
- 1928 :  Hawick (13)
- 1929 :  Hawick (14)
- 1930 :  Hawick (15)
- 1931 : Kelso (1)
- 1932 :  Hawick (16)
- 1933 : saison non terminée
- 1934 : Kelso (2)
- 1935 : Selkirk (1)
- 1936 : saison non terminée
- 1937 : Kelso (3)
- 1938 : Selkirk (2)
- 1939 : Melrose (2)
- 1940-1946 : non disputée
- 1947 : saison non terminée : 8 semaines d’interruption due au mauvais temps
- 1948 : trophée non attribué : 3 ex aequo, Jed-Forest, Kelso et Melrose
- 1949 :  Hawick (17)
- 1950 : Gala (3) et Melrose (3)
- 1951 :  Hawick (18)
- 1952 : saison non terminée : 6 journées annulées en raison du mauvais temps
- 1953 : Selkirk (3)
- 1954 : Melrose (4)
- 1955 :  Hawick (19)
- 1956 :  Hawick(20)
- 1957 :  Jed-Forest (7)
- 1958 : Melrose (5)
- 1959 : Langholm (1)
- 1960 :  Hawick(21)
- 1961 :  Hawick (22)
- 1962 :  Hawick (23)
- 1963 : Melrose (6)
- 1964 :  Hawick (24)
- 1965 :  Hawick (25)
- 1966 :  Hawick (26)
- 1967 : Gala (4)
- 1968 :  Hawick (27)
- 1969 :  Hawick (28)
- 1970 :  Hawick (29)
- 1971 : Melrose (7)
- 1972 :  Hawick (30)
- 1973 :  Hawick (31)
- 1974 :  Hawick (32)
- 1975 :  Hawick (33)
- 1976 :  Hawick (34)
- 1977 :  Hawick (35)
- 1978 :  Hawick (36)
- 1979 :  Hawick (37)
- 1980 : Gala (5)
- 1981 : Gala (6)
- 1982 :  Hawick (38)
- 1983 :  Hawick (39)
- 1984 :  Hawick (40)
- 1985 :  Hawick (41)
- 1986 : Kelso (4)
- 1987 : Kelso (5)
- 1988 : Jed-Forest (8) (bat Kelso 16-15 en match d’appui)
- 1989 :  Hawick (42)
- 1990 : Melrose (8)
- 1991 : Melrose (9)
- 1992 : Melrose (10)
- 1993 : Melrose (11)
- 1994 : Melrose (12)
- 1995 :  Jed-Forest (9)
- 1996 :  Hawick (43)
- 1997 : Melrose (13)
- 1998 : Gala (7)
- 1999 : Melrose (14)
- 2000 :  Hawick (44) (bat Jed-Forest en match d’appui)
- 2001 :  Hawick (45)
- 2002 :  Hawick (46)
- 2003 :  Hawick (47)
- 2004 : Hawick (48) bat Melrose 34-6
- 2005 : Gala (8) bat Hawick 23-13
- 2006 : Melrose (15) bat  Jed-Forest 26-18
- 2007 : Hawick (49) bat Selkirk 32-7
- 2008 : Selkirk (4) bat  Jed-Forest 19-9
- 2009 : Selkirk (5) bat Kelso 14-3
- 2010 : Selkirk (6) bat Melrose 20-14
- 2011 : Melrose (16) bat Selkirk 20-0
- 2012 : Gala (9) bat Hawick 34-20
- 2013 : Gala (10) bat Melrose 26-21
- 2014 : Gala (11) bat Melrose 30-14
- 2015 :

### Vainqueurs
- Hawick : 49
- Melrose : 16
- Jed-Forest : 9
- Gala : 11
- Selkirk : 6
- Kelso : 5
- Langholm : 1